# Phanerotoma curvicarinata
Phanerotoma curvicarinata är en stekelart som beskrevs av Cameron 1911. Phanerotoma curvicarinata ingår i släktet Phanerotoma och familjen bracksteklar. Inga underarter finns listade i Catalogue of Life.